# Pipa (córka Attalusa)
Pipa (lub Pipara) – córka Attalusa wodza Markomanów, według Aureliusza Wiktora konkubina lub nałożnica cesarza rzymskiego Galiena (260-268).
Pipa była córką Attalusa wodza germańskiego plemienia Markomanów. Została konkubiną, nałożnicą lub być może zakładniczką cesarza Galiena, który zawarł z jej ojcem układ. Na mocy tego układu Markomanowie osiedlili się w części Panonii Górnej (Pannonia Superior) z zadaniem strzeżenia granic cesarstwa. Być może Markomanowie przenieśli się w granice Imperium rzymskiego już za czasów Waleriana I (253-260), ojca Galiena. Mogło to mieć miejsce w 258, gdy groził kolejny najazd Markomanów po tym, jak w 254 zaatakowali ziemie sąsiadujące z cesarstwem rzymskim. Darzenie przez Galiena miłością córkę barbarzyńskiego króla i pozostawanie pod wpływem cudzoziemki, było dla Aureliusza Wiktora oraz autora Historia Augusta świadectwem upadku państwa i jedną z podstaw do surowej oceny rządów tego władcy.

## Źródła
- Historycy cesarstwa rzymskiego. Żywoty cesarzy od Hadriana do Numeriana. Opracowanie i tłumaczenie Hanna Szelest. Warszawa: Czytelnik, 1966. Brak numerów stron w książce
- Brewiaria dziejów rzymskich. Redakcja naukowa: Przemysław Nehring. Warszawa: Wydawnictwa Uniwersytetu Warszawskiego, 2010. ISBN 978-83-235-0416-0. Brak numerów stron w książce
- Zosimos: Historia nowa. Przekład Helena Cichocka, wstęp, bibliografia i komentarz Ewa Wipszycka. Warszawa: Instytut Wydawniczy Pax, 2012. ISBN 978-83-211-1923-6. Brak numerów stron w książce